# Mallochia jucunda
Mallochia jucunda är en stekelart som först beskrevs av Taschenberg 1876.  Mallochia jucunda ingår i släktet Mallochia och familjen brokparasitsteklar. Inga underarter finns listade i Catalogue of Life.